# Pic (Clown)

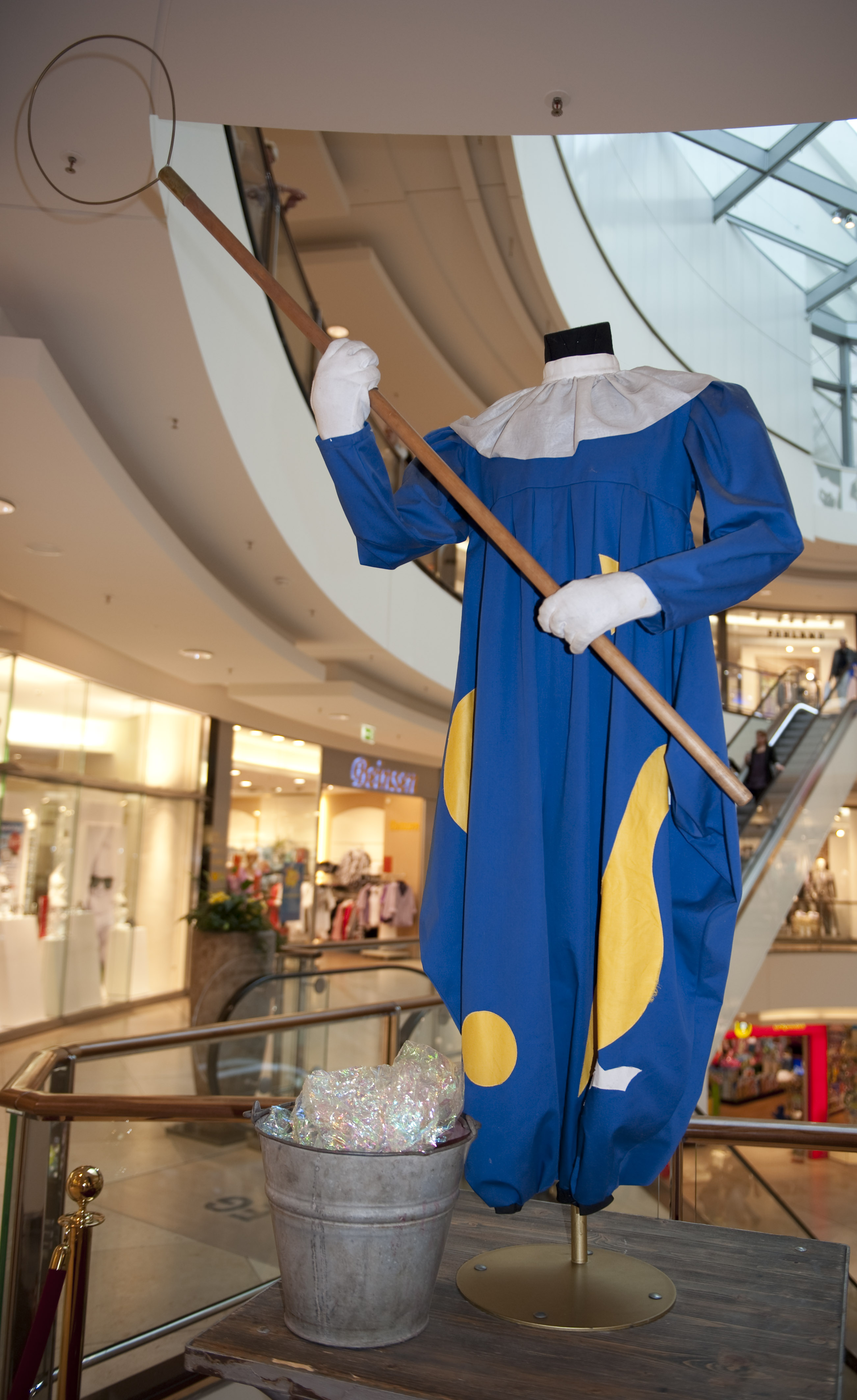
Kostüm von Pic

Pic (eigentlich Richard Hirzel; * 11. März 1949 in Kreuzlingen) ist ein Schweizer Clown und Pantomime, der massgeblich zu den ersten Erfolgen des Circus Roncalli beigetragen hat.

## Leben
Richard Hirzel wuchs in St. Gallen als jüngstes von vier Kindern auf. Sein Vater Fritz Hirzel war Kunstmaler, die Mutter Elsi, geborene Stadelmann, Schneiderin. Seinen Künstlernamen leitete seine Schwester von Picasso ab. Er arbeitete immer wieder mit seinem Bruder Fritz Hirzel, einem Journalisten und Schriftsteller, zusammen.
Als Jugendlicher spielte Pic Fussball beim FC St. Gallen; Träume von einer Profi-Karriere musste er jedoch nach einer Knieverletzung begraben. Doch dem Ball blieb er treu, wenn auch in ganz anderer – poetischer – Form. Er sei schon als Schüler von Seifenblasen fasziniert gewesen, sagt der Künstler in einem Interview. Und die wurden auch zu einem seiner Markenzeichen. Vom Zirkus war er schon als Kind begeistert. 1966 trat er zum ersten Mal als Clown auf, sein Bruder Fritz führte Regie.
Doch dem Vater fehlte das Geld, eine Schauspiel-Ausbildung zu finanzieren – und Richard Hirzel wurde erst einmal Lehrer.
Er lebt in St. Gallen und ist Vater einer Tochter, Jil.

### Karriere
Nach eigenen Angaben bereiste Pic seit 1969 die halbe Welt, initiierte dazwischen Volkszirkusse als Bürgerinitiativen und spielte in Kurzfilmen mit. Zwischen den Tourneen malte er. 1968 entwickelt Pic sein erstes abendfüllendes Programm mit Pantomimen, Clownnummern und Grotesken und tourte damit durch die Kleintheater der Schweiz.
Ab 1972 besuchte er die École Jacques Lecoq in Paris, wo er die Grundformen des klassischen Theaters lernte, dazu studierte er Commedia dell’arte, griechischen Chor und Maskenspiel. Hier lernte er auch seinen späteren Partner Pello kennen.
Nach dem Studium ging er auf Solotournee, unter anderem mit dem Ein-Personen-Stück Le Grand Gogo. 1979 ging Pic gemeinsam mit Pello auf Tournee. Das Stück hiess Pic und Pello kommen auf Besuch. Im selben Jahr stand der Circus Roncalli vor dem finanziellen „Aus“ – in dieser ausweglosen Situation bot der Schweizer Kabarettist Emil Steinberger dem österreichischen Circusdirektor Bernhard Paul nicht nur finanzielle Unterstützung, sondern machte ihn auch mit dem Clownduo Pic und Pello bekannt.
Bernhard Paul schreibt über Pic, er sei einer seiner Lieblingsartisten. Kaum ein zweiter habe den Circus Roncalli so nachhaltig geprägt wie er. Pic wird von Bernhard Paul als überaus sozialer Kollege beschrieben – so haben es die Artisten des Circus Roncalli dem Clown Pic zu verdanken, dass der Montag und der Dienstagnachmittag im Roncalli bis zum heutigen Tag spielfrei sind.
1980 also begann Pics jahrelange Zusammenarbeit mit dem Circus Roncalli. Er trat auch im Schweizer Circus Knie auf. Legendär ist dort seine Performance mit einem Flusspferd als Schmetterling.
Doch trat Pic auch immer wieder im Rahmen von Kleinkunstveranstaltungen auf, unter anderem Otto Grünmandl, Dieter Hildebrandt, Gerhard Polt und Gisela Schneeberger in den Kammerspielen in München. Von 2001 bis 2002 war Pic wieder im Circus Roncalli zu sehen. Nach einigen Jahren der Zurückgezogenheit in St. Gallen trat Pic 2005 wieder auf – ab Herbst mit dem Solo-Programm Der Schlüssel und ab Dezember 2007 im Weihnachtscircus des Roncalli im Tempodrom in Berlin. Ausserdem zeigte Pic 2007 zum ersten Mal seine gemalten Bilder im Kulturraum des Kantons St. Gallen.
2011 erschien das Buch Das Bein ohne Mann, ein Zwiegespräch mit dem Schriftsteller Dante Andrea Franzetti, und 2014 Komische Knochen mit Notizen und gemalten Bildern von Pic.
2020 erschien der Film „Cirque de Pic“ von Thomas Ott.

## Stil
Pic ist ein Pierrot, man kann ihn aber auch als Gaukler, Komödianten, Komiker, Pantomimen oder Clown bezeichnen. Seine Ausdrucksform ist die Sprache des Körpers, Mimik und Gestik sind die Mittel der Verständigung.
In seinen Solonummern trat er als Kellner auf mit einem Tablett voller Glocken, die er zum Klingen brachte. Berühmt ist auch sein Auftritt als Pierrot Lunaire, als ‚Clown des Mondes‘, der in einer himmelblauen Sternenkugel in die Manege rollt. Eine Nummer, die 1980 vollkommen neu war und in ihrer Art einzigartig geblieben ist. „Langsam öffnet sich die Kugel, der Clown entsteigt ihr. Und dann beginnt Pic mit seinem Spiel mit den Seifenblasen. Erst bläst er kleine, die freundlich in der Circusluft tanzen, dann große, ganz Große. Sie schimmern prismenartig in den schönsten Regenbogenfarben, doch bald fallen die ballongroßen Blasen wabernd auf den Manegenboden und zerplatzen.“
In der Reise zum Regenbogen, dem erfolgreichen Roncalli-Programm aus dem Jahr 1980, hatte er gemeinsam mit seinem Partner Pello die Aufgabe, die Nummern dramaturgisch zu verbinden. Mit diesen „Pausenfüllern“ wurden die beiden zu Stars im Roncalli. Sie schufen „ein poetisches Energiefeld, das auf alle übrigen Kunstfertigkeiten“ des Programms „ausstrahlte und sie so zu den 'möglichen Wundern' auflud, als die sie uns erschienen. So, als wären Pic und Pello wirklich zwei Verwandlungsreisende und wir ihre Reisegesellschaft.“

## Auszeichnungen und Preise
- 1992 „Mainzer Jockelche“
- 2002 Kulturpreis der Stadt St. Gallen
- 2010 Grosser Kulturpreis des Kantons St. Gallen